# لوروا كولكوهون
لوروا كولكوهون (بالإنجليزية: Leroy Colquhoun)‏ هو عداء سريع جامايكي، ولد في 1 مارس 1980.

## وصلات خارجية
- لوروا كولكوهون على موقع الاتحاد الدولي لألعاب القوى (الإنجليزية)